# 藤沢周平の人情しぐれ町
『藤沢周平の人情しぐれ町』（ふじさわしゅうへいのにんじょうしぐれちょう）は、2001年1月8日から3月26日までNHK総合の「時代劇ロマン」で放送されたテレビドラマである。全11回。

## スタッフ
- 原作：藤沢周平「本所しぐれ町物語」「驟り雨」より
- 脚本：神山由美子、富沢正幸
- 音楽：桑原研郎
- 語り：小林桂樹
- 演出：富沢正幸、西谷真一

## キャスト
- 菊田屋新蔵 - 萩原健一（第1回）
- おもん - 石田ひかり
- 栄之助 - 山口祐一郎
- おりき - 斉藤慶子
- おたつ - 戸田恵子（第1回）
- 半次 - 畠中洋（第1回）
- 萬屋佐兵衛 - 大滝秀治
- おとき - 宮本真希
- 加納屋万平 - 笑福亭松之助
- 堀米屋清兵衛 - 石倉三郎
- 重助 - 永島敏行
- おはつ - 岩崎良美
- 長太 - 三浦春馬
- 駿河屋宗右衛門 - 加藤武（第2回・最終回）

### ゲスト出演者
第4回
- 佐野屋政右衛門 - 林隆三
- おふさ - 仁科亜季子

第5回
- 熊平 - 斉藤暁
- おきち - 田島穂奈美

第6回
- 六助 - 中村梅雀
- おりん - 友里千賀子
- 老女 - 岸田今日子

第7回
- 千吉 - 勝地涼
- おつぎ - 高松あい
- 佐之助 - 水橋研二

第8回
- 参次郎 - ぜんじろう
- 知多屋利右衛門 - 江守徹

第9回
- 龍吉 - 仲村トオル
- ふき - 中江有里

第10回
- 信助 - 大浦龍宇一
- おさよ - 宝生舞
- 与次郎 - 上杉祥三

最終回
- 近江屋吉助 - モト冬樹
- おまつ - 斉藤こず恵

## サブタイトル
1. 鼬（いたち）の道（2001年1月8日）
2. 朧夜（2001年1月15日）
3. 日盛り（2001年1月22日）
4. 秋（2001年1月29日）
5. 約束（2001年2月5日）
6. うしろ姿（2001年2月19日）
7. 春の雲（2001年2月26日）
8. 運のつき（2001年3月5日）
9. 捨てた女（2001年3月12日）
10. 乳房（2001年3月19日）
11. 秋色しぐれ町（2001年3月26日）

## DVD
- 人情しぐれ町（2008年7月、NHKエンタープライズ） DVD 全3枚